# Xylophanes schausi
Espèce
Xylophanes schausi est une espèce de lépidoptères de la famille des Sphingidae, de la sous-famille des Macroglossinae, tribu des Macroglossini, sous-tribu des Choerocampina, et du genre Xylophanes.

## Description
Le bord distal de l'aile est fortement convexe. L'abdomen n'a pas de lignes dorsales. Les lignes post-médianes sont dentées et les deux lignes proximales sont pâles, mais visibles de la côte à la marge interne. Le troisième est à peine indiqué et le quatrième n'est marqué que par des points sur les veines. La bande médiane pâle est brun olive pâle.

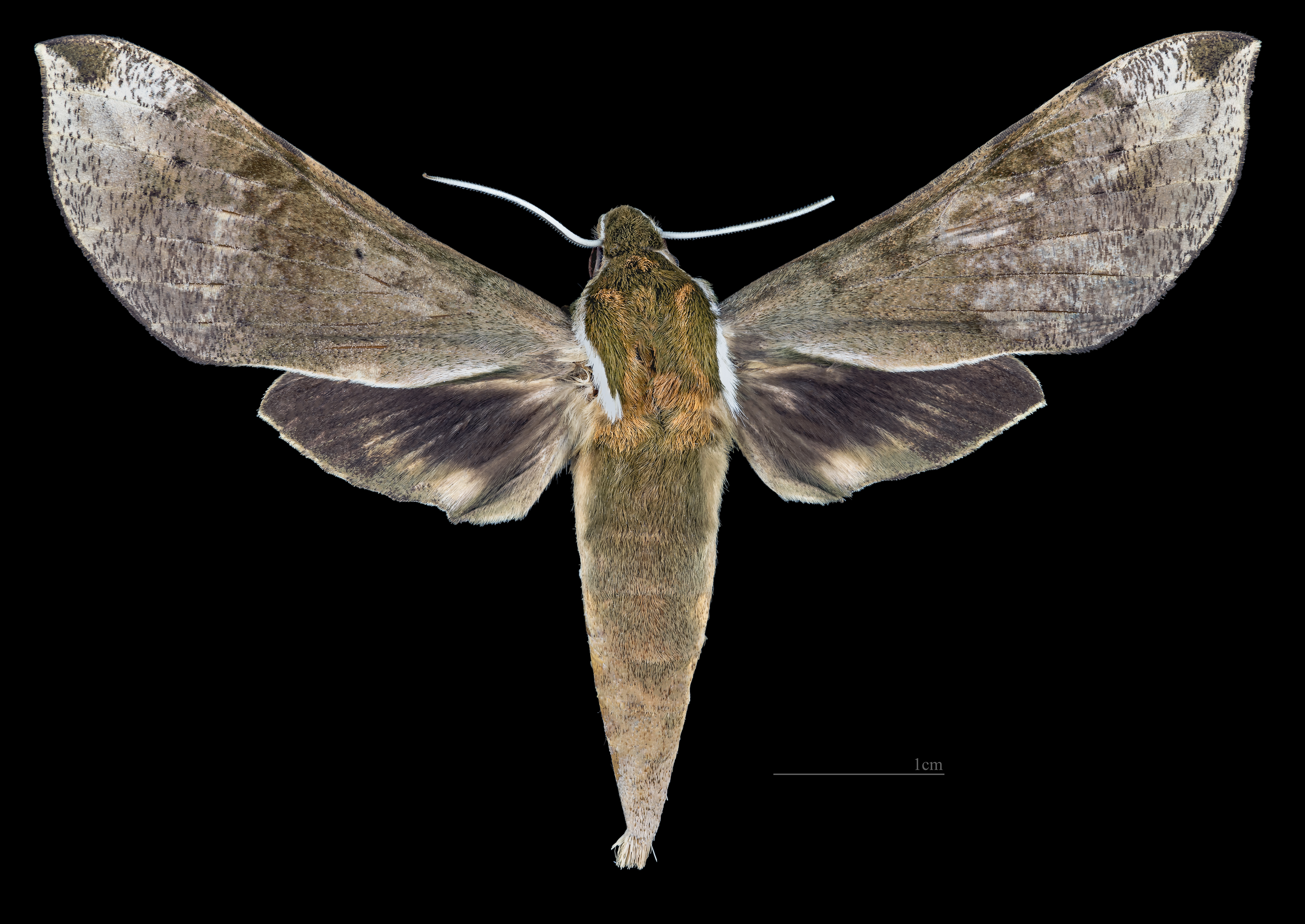
Avers de la femelle (coll.MHNT)
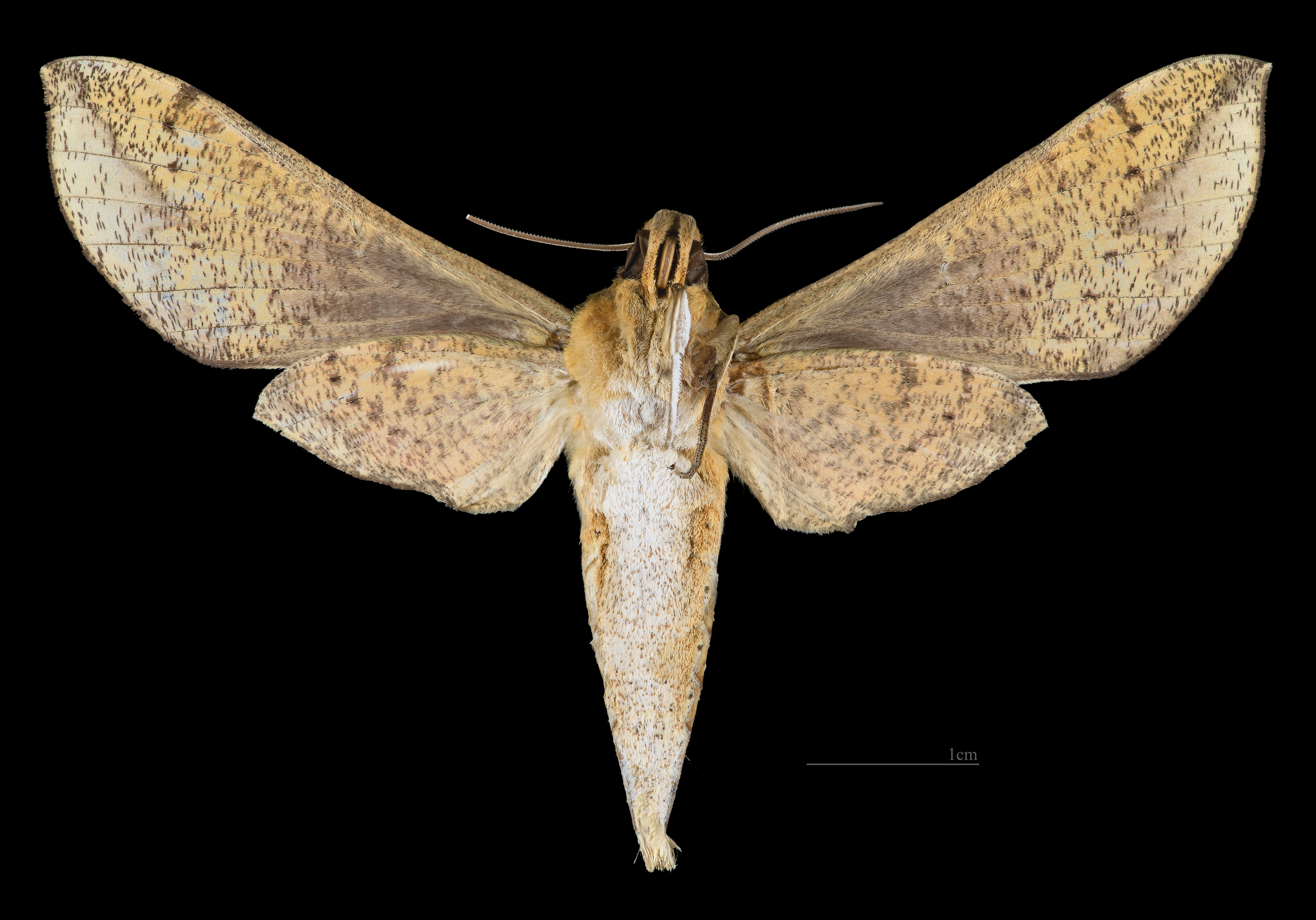
Revers de la femelle (coll.MHNT)

## Biologie
Les chenilles se nourrissent sur les espèces des familles de Rubiaceae et Malvaceae.

## Répartition et habitat
Répartition
L'espèce est connue au Venezuela, au Brésil, au Pérou et en Bolivie.

## Systématique
L'espèce Xylophanes schausi a été décrite par le zoologiste britannique Walter Rothschild en 1894, sous le nom initial de Darapsa schausi .

### Synonymie
- Darapsa schausi Rothschild, 1894 Protonyme
- Theretra arpi Schaus, 1898

### Liste des sous-espèces
- Xylophanes schausi schausi (Brésil, Pérou et Bolivie)
- Xylophanes schausi serenus Rothschild & Jordan, 1910 (Venezuela)